# 우고 포스콜로
우고 포스콜로(Ugo Foscolo, 1778-1827)는 이탈리아의 시인으로 낭만주의적 색채가 짙은 신고전주의자이다. 이오니아 해상의 섬 잔테에서 출생하였다. 부친 사별 후 베네치아로 옮겨가 그리스·라틴의 고전은 물론 내외 문학상의 깊은 지식을 쌓았다. 후일 조국의 독립을 열망하며 알피에리에 열중하여, 일찍이 젊은 나이로 문명(文名)을 떨쳤다. 나폴레옹의 진보적 사상에 공명하나 그 후 캄포 포르미오 조약에 의하여 베네치아가 오스트리아에 할양됨을 보고 반(反)나폴레옹 기치를 들었으며 베네치아가 오스트리아의 통치를 받게 되자 반(反)오스트리아의 입장을 취하였다. 그 결과 망명이 불가피해져 1816년 영국으로 건너가서 불우한 가운데 런던에서 객사하였다. 대표작에는 루소의 <신 엘로이즈>나 괴테의 <젊은 베르테르의 슬픔>의 영향을 받은 것으로 보이는 서간체 연애소설 <야코프 오르티스의 최후 편지>(1802)와 그의 신고전주의자로서의 면모를 보이는 우국시 <분묘(墳墓)>(1807)가 있다.